# Maredsous (piwo)

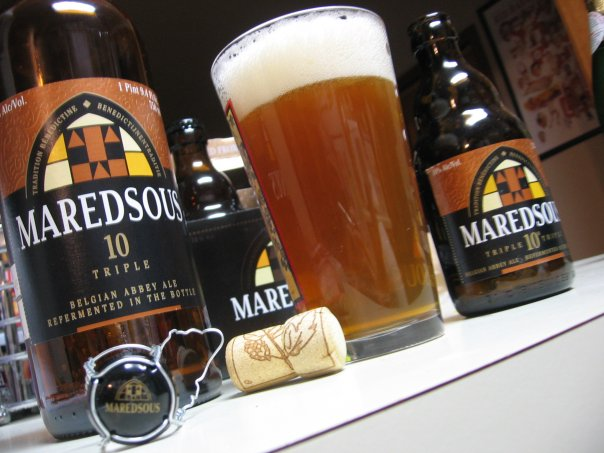
Maredsous 10 Triple

Maredsous – marka belgijskiego piwa klasztornego górnej fermentacji, produkowanego od 1963 przez browar Duvel Moortgat (Brouwerij Duvel Moortgat). Nazwa pochodzi od klasztoru Maredsous w rejonie Namur, od którego nazwę bierze także odmiana sera.
Piwo Maredsous produkowane jest w trzech odmianach:
- Blonde - butelki 0,33l/0,75l, alkohol 6%, lekko owocowe, średnio świeże, z lekką goryczką
- Brune - butelki 0,33l/0,75l, alkohol 8%, delikatnie owocowe z nutą karmelu
- Triple (Dark Blond) – butelki 0,33l/0,75l, alkohol 10%, słodko-kwaśne z nutą słodową, bardzo świeże